# Koxbox
Koxbox ist ein dänisches Musikprojekt aus dem Goa-Trance-Bereich der ersten Stunde.

## Wirken
Mitglieder sind die beiden dänischen Produzenten Ian Ion und Frank E. Im Jahre 1993 veröffentlichte Koxbox die ersten beiden Singles auf zwei verschiedenen eher unbekannten Plattenlabels. Die zweite Single Acid Vol.3 & Pipfugl wurde von Sven Väth entdeckt und als 10" auf dem Frankfurter Label Harthouse in einer limitierten Auflage produziert. Koxbox blieben auf dem Label Harthouse resident und veröffentlichten darüber drei weitere Singles und ihr erstes Album Forever After. Aufgrund der schlechten Zahlungsmoral des Labels wanderten die Künstler in der darauf folgenden Zeit von Harthouse ab. Koxbox veröffentlichten daraufhin zwei weitere Singles und ein zweites Album auf dem britischen Trance-Label Blue Room Released.
Im Jahre 1996 gründeten die beiden das Projekt Psychopod, unter dem sie ein Album und eine Single produzierten. Um das Projekt Koxbox wurde es eher ruhig. Erst im Jahre 1999 kam ohne größere Vorankündigung ein drittes Koxbox-Album heraus, welches sich stilistisch von den Vorgängeralben deutlich unterschied. Das Projekt Psychopod wurde im Jahre 2001 in Saiko-Pod umbenannt und veröffentlichte noch einmal vier Singles und zwei Alben im Goa-Bereich. Bis zum Jahre 2006 hörte blieb es erst einmal ruhig um neue Veröffentlichungen, wobei die Plattenfirmen alte Titel noch einmal erneut vermarkteten und neue Singles mit bekanntem Material produzierten. Im Jahre 2006 erschien das vierte Album U-Turn auf dem britischen Label Twisted Records, eines von wenigen Goa-Labels, das die Pleitewelle der kleinen Plattenfirmen bislang überlebte. Der Titel Inside Every Man wurde als Hintergrundmusik für das Computerspiel Granturismo 4 produziert.

## Diskografie

### Alben
- Forever After (Harthouse, 1995)
- Dragon Tales (Blue Room Released, 1997)
- The Great Unknown (Liquid Audio Soundz, 2000)
- U-Turn (Twisted Rec., 2006)

### Singles
- World of Illusions (WTP Records, 1993)
- Acid Vol.3 & Pipfugl (Outloud Records, 1993) (Harthouse, 1994)
- Flashback EP (Harthouse, 1994)
- Insect & Insect Bite (Harthouse, 1994)
- Tribal Oscillation (Harthouse, 1995)
- Stratosfear (Blue Room Released, 1996)
- Life is... (Blue Room Released, 1997)
- Too Pure (Blue Room Released, 1997)
- A major problem in Australia (Liquid Audio Soundz, 2000)